# Cadmoneus
Cadmoneus é o povo que habitava a terra prometida a Abraão. O rabino Shimon bar Yochai (c. século II d.C.) identificou esta tribo com a cidade síria de Apameia; mas o rabino Judá b. Hai identificou esta tribo com os nabateus. A tradição judaica aborda o termo como sendo idêntico à Bnei Kedem ("Filhos do Leste") uma designação dos parentes dos hebreus que moravam ao leste deles.[carece de fontes?]